# Gordonia zeylanica
Gordonia zeylanica là một loài thực vật có hoa trong họ Theaceae. Loài này được Wight mô tả khoa học đầu tiên năm 1840.